# Agromyza confusa
Agromyza confusa este o specie de muște din genul Agromyza, familia Agromyzidae, descrisă de Spencer în anul 1961.
Este endemică în Madagascar. Conform Catalogue of Life specia Agromyza confusa nu are subspecii cunoscute.